# Lottie Pickford
Lottie Pickford, pseudonimo di Charlotte Smith (Toronto, 9 giugno 1893 – Los Angeles, 9 dicembre 1936), è stata un'attrice canadese.
Sorella di Jack Pickford e, soprattutto, della celeberrima Mary, la sua carriera di attrice fu oscurata da quella dei fratelli più famosi di lei. Benché fosse dotata di talento, il nome di Lottie Pickford ormai è quasi dimenticato.

## Biografia
Seconda di tre fratelli, nacque in Canada da Charlotte Hennessy e da John Charles Smith. Gladys, la sorella maggiore, nata poco più di un anno prima di lei, sarebbe poi diventata famosa con il nome d'arte di Mary Pickford e il fratello minore Jack (più giovane di lei di un paio d'anni) avrebbe pure lui raggiunto la notorietà adottando sempre lo stesso cognome.
Quando il padre abbandonò la famiglia, Gladys ne assunse il ruolo, prendendosi sulle spalle l'onere di allevare e proteggere i fratelli più piccoli. Distaccandosi così in una certa misura da loro che, da quel momento, la vissero più come un genitore che come una sorella. Per questo motivo, Lottie e Jack diventarono molto uniti tra di loro, instaurando un rapporto di intimità che sarebbe durato per tutto il corso della loro vita.
Alle prese con gravi difficoltà finanziarie per il sostentamento della famiglia, Gladys e Lottie cominciarono a recitare. Il loro debutto come attrici risale all'8 gennaio 1900 in The Silver King. Gli Smith si trasferirono quindi a New York dove tutta la famiglia cominciò a lavorare per il teatro in varie produzioni, qualche volta insieme, qualche volta separatamente.
Quando Gladys diventò un'attrice affermata, usò il suo potere contrattuale per inserire nelle produzioni i suoi familiari in modo da farli lavorare. E quando, come Mary Pickford, assurse al rango di star dello schermo, usò lo stesso sistema anche in campo cinematografico.

### Carriera cinematografica
Nel 1907, la sorella aveva preso il nome d'arte di Mary Pickford. Anche il resto della famiglia adottò lo stesso cognome quando tutti cominciarono a lavorare per il cinema. Mary, nel 1909, firmò un contratto con la Biograph di David W. Griffith, contratto con il quale assicurava un lavoro anche ai fratelli. Tra il 1909 e il 1910, Mary interpretò ottanta cortometraggi, Jack ne fece ventotto e Lottie venticinque. Tra i tre, Lottie era quella considerata di minor talento.
Quando la Biograph si trasferì in California, Mary e sua madre lasciarono New York. Lottie, lontana la sorella maggiore, nel 1914 ebbe un ruolo da protagonista in The House of Bondage, dove interpretava una prostituta. Che la sorella della "fidanzata d'America" avesse preso parte a un film così crudo non piacque molto e la pellicola non ebbe una buona accoglienza. L'anno seguente, i tre fratelli Pickford girarono insieme (ed era la prima e unica volta che sarebbe accaduto) Fanchon, the Cricket (un film perso per anni che poi sarebbe stato riscoperto al British Film Institute).

## Filmografia
La filmografia è completa. Quando manca il nome del regista, questo non viene riportato nei titoli
1909 - 1910 - 1911 - 1912 - 1913 - 1914/1915/1916/1917 - 1918 - Anni venti - Film o documentari dove appare Lottie Pickford

### 1909
- Two Memories, regia di D.W. Griffith - cortometraggio (1909)
- The Faded Lilies, regia di D.W. Griffith - cortometraggio (1909)
- The Necklace, regia di D. W. Griffith - cortometraggio (1909)
- The Cardinal's Conspiracy, regia di D.W. Griffith - cortometraggio (1909)
- Tender Hearts, regia di D.W. Griffith - cortometraggio  (1909)
- The Slave, regia di D.W. Griffith (1909)
- A Strange Meeting, regia di D.W. Griffith (1909)
- The Better Way, regia di D.W. Griffith (1909)
- The Indian Runner's Romance, regia di D.W. Griffith (1909)
- The Little Darling, regia di D.W. Griffith (1909)
- The Hessian Renegades, regia di D.W. Griffith (1909)
- Getting Even, regia di D.W. Griffith (1909)
- The Broken Locket, regia di D.W. Griffith (1909)
- His Lost Love, regia di D.W. Griffith (1909)
- What's Your Hurry?, regia di D.W. Griffith (1909)
- The Light That Came, regia di D.W. Griffith (1909)
- In the Window Recess, regia di D.W. Griffith (1909)
- Through the Breakers, regia di D.W. Griffith (1909)
- The Red Man's View, regia di D.W. Griffith (1909)
- The Test , regia di D.W. Griffith (1909)
- To Save Her Soul, regia di D.W. Griffith (1909)

### 1910
- The Woman from Mellon's, regia di David Wark Griffith (1910)
- The Newlyweds, regia di David Wark Griffith (1910)
- The Smoker, regia di David Wark Griffith (1910)
- The Tenderfoot's Triumph, regia di Frank Powell - cortometraggio (1910)
- A Knot in the Plot, regia di David Wark Griffith (1910)
- A Victim of Jealousy, regia di David Wark Griffith (1910)
- Serious Sixteen, regia di David Wark Griffith (1910)
- The Call to Arms, regia di David Wark Griffith (1910)
- Unexpected Help, regia di David Wark Griffith (1910)
- The Affair of an Egg, regia di David Wark Griffith e Frank Powell (1910)
- A Summer Idyll, regia di David Wark Griffith (1910)
- The Oath and the Man, regia di David Wark Griffith (1910)
- Examination Day at School, regia di David Wark Griffith (1910)
- A Gold Necklace, regia di Frank Powell (1910)
- The Broken Doll, regia di David Wark Griffith (1910)
- Two Little Waifs , regia di David Wark Griffith (1910)
- Simple Charity, regia di David Wark Griffith (1910)
- A Plain Song', regia di David Wark Griffith (1910)
- A Child's Stratagem, regia di David Wark Griffith (1910)
- Happy Jack, a Hero, regia di Frank Powell (1910)
- The Golden Supper, regia di David Wark Griffith (1910)
- His Sister-In-Law, regia di David Wark Griffith (1910)
- White Roses, regia di David Wark Griffith e Frank Powell (1910)

### 1911
- The Two Paths, regia di David Wark Griffith (1911)
- The Italian Barber, regia di David Wark Griffith (1911)
- The Midnight Marauder, regia di Frank Powell (1911)
- Help Wanted, regia di Frank Powell (1911)
- His Trust, regia di David Wark Griffith (1911)
- The Dream, regia di Thomas H. Ince (1911)
- Fate's Turning, regia di David Wark Griffith (1911)
- A Wreath of Orange Blossoms, regia di David Wark Griffith e di Frank Powell (1911)
- Three Sisters, regia di David Wark Griffith (1911)
- Sweet Memories, regia di Thomas H. Ince (1911)
- As a Boy Dreams, regia di Thomas H. Ince (1911)
- The Lighthouse Keeper, regia di Thomas H. Ince (1911)
- The Toss of a Coin, regia di Thomas H. Ince (1911)
- Who's Who (1911)
- The Courting of Mary, regia di James Kirkwood e George Loane Tucker (1911)
- Love at Gloucester Port, regia di Van Dyke Brooke e Maurice Costello (1911)
- Little Red Riding Hood, regia di James Kirkwood e George Loane Tucker (1911)

### 1912
- Love Finds the Way (1912)
- Love Finds the Way, regia di Tefft Johnson (1912)
- The Belle of New Orleans, regia di George LeSoir - cortometraggio (1912)
- Rescued by Wireless (1912)
- A Mardi Gras Mix-Up (1912)
- The Pilgrimage (1912)
- A Beast at Bay, regia di D.W. Griffith (1912)
- Into the Jungle (1912)
- The Girl Strikers (1912)
- Lena and the Geese, regia di D.W. Griffith (1912)
- Love's Diary (1912)
- A Child's Remorse, regia di D.W. Griffith (1912)

### 1913
- When a Girl Loves, regia di Travers Vale (1913)
- For Old Time's Sake, regia di Travers Vale (1913)
- Granny (1913)

### 1914/1915/1916/1917
- The House of Bondage, regia di Pierce Kingsley e Raymond B. West (1914)
- The Diamond from the Sky, regia di William Desmond Taylor (1915)
- Fanchon, the Cricket, regia di James Kirkwood (1915)
- Curly
- The Reward of Patience, regia di Robert G. Vignola (1916)
- On the Level, regia di George Melford (1917)

### 1918
- Mile-a-Minute Kendall, regia di William Desmond Taylor (1918)

- The Man from Funeral Range, regia di Walter Edwards (1918)

### Anni venti
- They Shall Pay, regia di Martin Justice (1921)
- Dorothy Vernon of Haddon Hall, regia di Marshall Neilan (1924)
- Don X, figlio di Zorro (Don Q Son of Zorro), regia di Donald Crisp (1925)

### Film o documentari dove appare Lottie Pickford
- Mary Pickford, ep. tv di The American Experience - filmati d'archivio (2005)